# Marc Antoni Antil
Marc Antoni, anomenat Antillus (en llatí: Marcus Antonius M. f. M. n. Antyllus), probablement una forma corrupta d'Antonillus ('Antoniet'), era el fill gran del triumvir Marc Antoni i la seva dona Fúlvia. L'any 36 aC va ser promès a Júlia, la filla d'Octavi (August). Abans de la seva mort el triumvir va donar al seu fill la toga viril i el va enviar a Octavi amb una proposta de pau que va ser rebutjada. Mort Marc Antoni, Octavi va ordenar l'execució d'Antil.

## Orígens familiars
Va néixer a Roma durant l'hivern del 47 aC al 46 aC. Per part de mare descendia de Gai Semproni Grac, fill del cònsol Tiberi Semproni Grac i net del famós heroi de la guerra púnica, Escipió Africà.
Per part de pare, venia d'una família de militars poc destacats, llevat del seu pare qui va arribar a ser triumvir en un moment delicat de la República Romana. Va tenir un germà menor Jul·lus Antoni i diversos germanastres fruit dels altres matrimonis del seu pare.

## Vida a Roma
Després de l'assassinat de Juli Cèsar l'any 44 aC, el seu pare el va oferir, com a senyar de bona fe, als assassins de Cèsar que s'havien refugiat a la ciutadella del Capitoli. Marc Antoni els va prometre que si sortien d'allà no hi hauria represàlies.
Després dels esdeveniments a Mutinia, en què Marc Antoni va perdre la confiança del senat i va ser declarat enemic, el nen va ser confiat a la protecció de Luci Calpurni Pisó Cesoní i de Tit Pomponi Àtic.
Acabada la Guerra de Perusa l'any 40 aC, el seu pare es va divorciar de la seva mare, ja que Octavi la culpava d'haver instigat el seu cunyat Luci Antoni a fer-li la guerra. El nen es va quedar a viure amb Fúlvia, la qual va morir poc temps després a l'exili. Marc Antoni es va casar amb Octàvia Menor i el nen va anar a viure amb ells.

## Vida a Atenes
Marc Antoni Antil va marxar a viure amb el seu pare i la nova esposa, el qual com a governador de les províncies romanes d'orient es va instal·lar a Atenes. L'any 37 aC, per renovar l'aliança amb Octavi, el seu pare va concertar el matrimoni del seu fill amb Júlia la filla d'Octavi que feia dos anys havia nascut.

## Vida a Alexandria
En algun moment entre l'any 36 aC i el 32 aC va anar amb el seu pare, que estava vivint a la cort de Cleòpatra VII, la reina d'Egipte.
El sobrenom Antillus (grec antic: Ἅντυλλος) li van posar els historiadors grecs que vivien a Alexandria, paraula que li havien sentit dir al seu pare, no se sap si amb el significat de «l'arquer» o si es tractava d'un diminutiu «Antonet».
Plutarc narra una anècdota sobre el noi: havia fet amistat amb un metge, Filotes d'Amfissa, i un dia que sopaven junts, divertit per una frase filosòfica que va dir, el va compensar regalant-li la vaixella, que era de plata. A Alexandria un altre amb qui es va relacionar va ser Cesarió, el fill que Cleòpatra havia tingut amb Juli Cèsar; tots dos d'una edat semblant, van rebre la toga viril a començaments de l'any 30 aC.
El divorci d'Octàvia i els plans que Marc Antoni tenia amb Cleòpatra van acabar trencant la relació d'amistat entre el seu pare i Octavi, els quals es van enfrontar a la batalla d'Àccium. Marc Antoni, en veure's derrotat va enviar el seu fill juntament amb una gran quantitat de diners, a canvi del seu perdó. Però Octavi no va acceptar els diners i va enviar el noi de retorn. A l'agost el pare es va suïcidar. El tutor d'Antil, Theodorus, tenia l'encàrrec d'amagar-lo d'Octavi, però el va trair. Llavors el noi es va llançar als peus de l'estàtua de Juli Cèsar que hi havia dins d'un temple, pregant en va per la seva vida, però els soldats romans no en van fer cas i el van portar davant d'Octavi. El dia 23 Octavi va ordenar la seva decapitació i també la de Cesarió. A Theodorus el van acusar d'haver robat una pedra preciosa i el van condemnar a morir crucificat.
Octavi es va fer càrrec de la criança del germà d'Antil i dels seus germanastres, els fills de Cleòpatra.